# Jessy Pi
Jessy Pi (* 24. září 1993, Manosque, Francie) je francouzský fotbalový záložník, který hostuje ve francouzském týmu Troyes AC z klubu AS Monaco.

## Klubová kariéra
V profesionálním fotbale debutoval v roce 2013 v dresu klubu AS Monaco. V červenci 2014 odešel na hostování do francouzského klubu Troyes AC.